# Rattler Race
Rattler Race é um dos jogos existentes para o pacote do Windows, popularizado por muitas vezes ser vendido junto com o sistema.
O objetivo é o jogador, representado por uma cobra, se alimentar da maior quantidade de maçãs para poder passar para a fase seguinte (existem trinta fases ao todo).
O jogo serviu de inspiração para a criação de similares do gênero aos primeiros aparelhos celulares com interface gráfica, pelo facto de o mecanismo de jogabilidade ser extremamente simples.